# كار نيل
كار نيل (بالإنجليزية: Carr Neel)‏ كان لاعب كرة مضرب أمريكي وكان يلعب باليد اليمنى. كما أنه أحد أبطال الجراند سلام. فاز بالبطولة الأمريكية سنة 1896.

## بطولات حققها
- بطولة أمريكا المفتوحة للتنس

## النهائيات

### اللقب (1)
| السنة | البطولة           | الشريك  | المنافس                   | النتيجة                 |
| 1896  | البطولة الأمريكية | سام نيل | مالكوم غرين شاس روبرت رين | 6–3, 1–6, 6–1, 3–6, 6–1 |

### الوصافة (1)
| السنة | البطولة           | الشريك  | المنافس                    | النتيجة       |
| 1894  | البطولة الأمريكية | سام نيل | كلارنس هوبارت فريدريك هوفي | 3–6, 6–8, 1–6 |

## روابط خارجية
- كار نيل على موقع رابطة محترفي التنس (الإنجليزية)
- كار نيل على موقع أرشيف التنس.كوم (الإنجليزية)